# Klub ligových kanonýrů
Der Klub ligových kanonýrů (deutsch etwa: Klub der Torjäger) ist ein vom tschechischen Sportmagazin Gól gegründeter Verein, dem tschechische und tschechoslowakische Fußballspieler angehören, die mindestens einhundert Erstligatore erzielt haben. Auch ausländische Spieler, die in Tschechien mindestens 100 Erstligatore erzielt haben, werden in den Klub aufgenommen. Die Mitgliedschaft wird in Tschechien als äußerst prestigeträchtig angesehen. Der Klub hat Ende 2016 72 Mitglieder.

## Geschichte
Der Klub entstand 1972 aus einer Idee des Gól-Redakteurs Luboš Jeřábek, der als Vorbild einen ähnlichen Verein in der Sowjetunion angab, geführt von Grigori Fedotow. Zunächst war der Klub nur auf die Tschechoslowakische Liga beschränkt, die ihre Premiere in der Saison 1925/26 sah. Unberücksichtigt blieben somit Tore in der Zeit zwischen 1939 und 1944, als ein Ligawettbewerb sowohl im Protektorat Böhmen und Mähren als auch in der Slowakei durchgeführt wurde. Auch Tore im Ausland wurden nicht gezählt.
1972 umfasste der Klub 22 Gründungsmitglieder, bester Torjäger und Mitglied Nummer eins war mit 218 Toren Josef Bican. Zwei Spieler, Josef Kadraba und Adolf Scherer, wurden während des kommunistischen Regimes nicht auf der Liste geführt, weil sie emigriert waren. Die Aufnahmekriterien wurden im Laufe der Jahre mehrmals entscheidend verändert. Vom 1. Januar 1991 werden auch im europäischen Ausland geschossene Tore anerkannt. Zu dieser Änderung sah sich die Redaktion aufgrund der Tatsache veranlasst, dass die besten tschechoslowakischen Spieler ins Ausland wechselten. Nach der Auflösung der Tschechoslowakei wurden auch die Tore in den Jahren von 1939 bis 1944 mitgezählt, was beispielsweise Bicans Konto um 229 auf nun insgesamt 447 Treffer anwachsen ließ.
Am 22. November 2016 kam es zu einer weiteren Regeländerung. Aufnahmeberechtigt sind nun Spieler:
- mit tschechischer Staatsangehörigkeit, die mindestens 100 Erstligatore erzielt haben, sei es in Tschechien, der Tschechoslowakei oder im Ausland,
- mit tschechoslowakischer Staatsangehörigkeit (vor dem Jahr 1993), die mindestens 100 Erstligatore erzielt haben, sei es in Tschechien, der Tschechoslowakei oder im Ausland. Bedingung ist, dass die Mehrzahl dieser Tore in der Tschechoslowakischen oder tschechischen Liga erzielt wurde oder das der betreffende Spieler mindestens einen Start in der tschechoslowakischen A-Nationalmannschaft vorweisen kann,
- mit einer anderen als der tschechischen beziehungsweise tschechoslowakischen Staatsangehörigkeit, die mindestens 100 Erstligatore erzielt haben, sei es in Tschechien oder der Tschechoslowakei.

Jedes Mitglied erhält von der Gól-Redaktion eine Ehrennadel. Außerdem veranstaltet die Zeitschrift auch Fußballspiele zwischen Mitgliedern und Journalisten.
Mit dem Klub sind viele Anekdoten verbunden, die bekannteste ist wohl die des Pilsener Spielers Stanislav Štrunc, zwischen dessen 99. und 100. Tor knapp 15 Monate lagen. Als Štrunc im Mai 1977 gegen Inter Bratislava endlich traf, gratuliertem ihm nicht nur seine Mitspieler, sondern auch die Schiedsrichter und die gesamte Inter-Mannschaft, was eine mehrminütige Spielunterbrechung auslöste.
Einziger ausländischer Spieler ist der Belgier Raymond Braine, der zwischen 1930 und 1936 120 Tore für Sparta Prag schoss.

## Zählweise der Tore
Bis November 2016 wurden Tore im Ausland zwar gezählt, jedoch nur in Europa. Tschechische Spieler beispielsweise in der US-amerikanischen Major League Soccer oder der japanischen J-League waren gegenüber ihren Kollegen benachteiligt gewesen. So hatten beispielsweise die in Japan tätigen Pavel Černý und Ivan Hašek insgesamt 108, beziehungsweise 112 Erstligatore erzielt. Des Weiteren gab es auch eine historische Benachteiligung, da Tore außerhalb der Tschechoslowakei respektive Tschechiens vor 1991 überhaupt nicht anerkannt worden waren. Problematisch war ebenfalls der Umgang mit slowakischen Spielern. Die Tore während der Zeit des Protektorats Böhmen und Mähren wurden gezählt, nicht so die Tore in der eigenständigen slowakischen Liga im gleichen Zeitraum. Zur Korrektur dieser Problematik kam es Ende 2016.

## Mitglieder
Es folgt eine Auflistung aller Mitglieder des Klub ligových kanonýrů. Stand 3. März 2020. Noch aktive Erstliga-Spieler sind fett markiert.
| Nr. | Spieler            | Tore | Tore/Verein |
| 1.  | Josef Bican        | 447  | 417 Slavia Prag, 30 FC Vítkovice |
| 2.  | Vlastimil Kopecký  | 252  | 252 Slavia Prag |
| 3.  | David Lafata       | 204  | 27 Dynamo České Budějovice, 88 FK Jablonec, 6 Austria Wien, 83 Sparta Prag                                                                        |
| 4.  | Antonín Hájek      | 199  | 199 SK Plzeň |
| 5.  | Václav Daněk       | 196  | 98 Baník Ostrava, 12 Dukla Prag, 83 Tirol Innsbruck, 3 AC Le Havre                                                                                |
| 6.  | Oldřich Nejedlý    | 180  | 162 Sparta Prag, 18 SK Rakovník |
| 6.  | Jan Koller         | 180  | 5 Sparta Prag, 44 Lokeren, 42 Anderlecht, 59 Dortmund, 12 AS Monaco, 2 1. FC Nürnberg, 16 Samara                                                  |
| 8.  | Horst Siegl        | 176  | 128 Sparta Prag, 7 RH Cheb, 25 Marila Příbram, 5 Viktoria Plzeň, 11 SIAD Most                                                                     |
| 9.  | František Kloz     | 175  | 3 Slavia Prag, 172 SK Kladno |
| 10. | Miroslav Wiecek    | 174  | 174 Baník Ostrava |
| 11. | Jozef Adamec       | 170  | 138 Spartak Trnava, 17 Dukla Prag, 15 Slovan Bratislava                                                                                           |
| 12. | Ladislav Kubala    | 167  | 14 ŠK Bratislava, 10 Vasas Budapest, 131 FC Barcelona, 7 Espaňol Barcelona, 5 Toronto Falcons                                                     |
| 13. | Ladislav Pavlovič  | 164  | 150 Tatran Prešov, 14 ČH Bratislava |
| 14. | Ladislav Kareš     | 163  | 21 Slavia Prag, 20 Viktoria Plzeň, 86 Bohemians Prag, 28 FK Teplice, 8 SK Pardubice                                                               |
| 15. | Vojtěch Bradáč     | 155  | 103 Slavia Prag, 17 Viktoria Žižkov, 6 Sparta Prag, 29 SK Nusle                                                                                   |
| 16. | Radek Drulák       | 153  | 28 RH Cheb, 72 Sigma Olomouc, 50 Petra Drnovice, 3 FC Linz                                                                                        |
| 16. | Pavel Kuka         | 153  | 94 Slavia Prag, 9 RH Cheb, 39 1. FC Kaiserslautern, 10 1. FC Nürnberg, 1 VfB Stuttgart                                                            |
| 18. | Jiří Pešek         | 151  | 33 Sparta Prag, 77 Bohemians Prag, 38 Slavia Prag, 3 Motorlet Prag                                                                                |
| 18. | Adolf Scherer      | 151  | 99 ČH Bratislava, 3 Lokomotíva Košice, 26 VSS Košice, 23 Olympique Nimes                                                                          |
| 20. | Antonín Rýgr       | 148  | 75 SK Kladno, 29 ASO Olomouc, 44 Sparta Prag |
| 21. | Zdeněk Nehoda      | 145  | 21 TJ Gottwaldov, 124 Dukla Prag |
| 22. | Milan Luhový       | 143  | 23 Slovan Bratislava, 78 Dukla Prag, 22 Sporting Gijón, 2 AS Saint-Etienne, 16 PAOK Thessaloniki, 2 VV St.Truiden                                 |
| 23. | Milan Baroš        | 141  | 45 Baník Ostrava, 19 FC Liverpool, 9 Aston Villa, 7 Olympique Lyon, 48 Galatasaray Istanbul, 2 Antalyaspor, 6 FK Mladá Boleslav, 1 Slovan Liberec |
| 23. | Stanislav Griga    | 141  | 120 Sparta Prag, 3 Dukla Prag, 9 Rapid Wien, 9 Feyenoord Rotterdam                                                                                |
| 24. | Vladimír Hönig     | 139  | 84 Baťa Zlín, 51 Viktoria Pilsen, 4 Svit Gottwaldov                                                                                               |
| 26. | Antonín Panenka    | 139  | 76 Bohemians Prag, 63 Rapid Wien |
| 27. | Josef Humpál       | 136  | 69 SK Baťa Zlín, 66 FC Sochaux-Montbéliard, 1 Racing Straßburg                                                                                    |
| 27. | Vratislav Lokvenc  | 136  | 8 SK Hradec Králové, 73 Sparta Prag, 36 1. FC Kaiserslautern, 10 VfL Bochum, 9 RB Salzburg                                                        |
| 29. | Jiří Sobotka       | 135  | 70 Slavia Prag, 17 Hajduk Split, 19 SK Baťa Zlín, 29 FC La Chaux-de-Fonds                                                                         |
| 30. | Ota Hemele         | 133  | 94 Slavia Prag, 36 ATK Prag, 2 SK Židenice, 1 Motorlet Prag                                                                                       |
| 30. | Tomáš Skuhravý     | 133  | 59 Sparta Prag, 17 RH Cheb, 57 Genua 1893 |
| 32. | Jiří Křižák        | 130  | 107 Baník Ostrava, 12 Svit Gottwaldov, 11 Vítkovické železárny                                                                                    |
| 32. | Vladimír Perk      | 130  | 130 Viktoria Pilsen |
| 32. | Přemysl Bičovský   | 130  | 58 FK Teplice, 18 Dukla Prag, 30 Bohemians Prag, 18 SC Eisenstadt, 6 VfB Mödling                                                                  |
| 35. | Pavol Diňa         | 129  | 59 Dukla Banská Bystrica, 49 DAC Dunajská Streda, 14 1. FC Košice, 4 Lokomotíva Košice, 3 Chemlon Humenné                                         |
| 36. | Josef Ludl         | 128  | 103 Sparta Prag, 25 Viktoria Žižkov |
| 36. | Libor Došek        | 128  | 29 Zbrojovka Brno, 5 Chmel Blšany, 7 Slovan Liberec, 28 Sparta Prag, 3 Skoda Xanthi, 4 FK Teplice, 52 1. FC Slovácko                              |
| 38. | Josef Silný        | 127  | 76 Sparta Prag, 32 Slavia Prag, 5 Bohemians Prag, 14 SC Nimes                                                                                     |
| 39. | Ladislav Vízek     | 126  | 115 Dukla Prag, 11 AC Le Havre |
| 40. | Emil Pažický       | 124  | 32 Iskra Žilina, 77 Slovan Bratislava, 14 ATK Prag, 1 Jednota Trenčín                                                                             |
| 41. | Antonín Puč        | 123  | 112 Slavia Prag, 11 Viktoria Žižkov |
| 41. | René Wagner        | 123  | 41 FC Boby Brünn/1. FC Brünn, 75 Rapid Wien, 7 SV Mattersburg                                                                                     |
| 43. | Václav Mašek       | 121  | 120 Sparta Prag, 1 Dukla Prag |
| 44. | Raymond Braine     | 120  | 120 Sparta Prag |
| 45. | Karel Kroupa       | 118  | 118 Zbrojovka Brno |
| 46. | Josef Kadraba      | 117  | 25 Slavia Prag, 3 Slavoj Liberec, 11 Taniksta Prag, 23 Sparta Prag, 55 SK Kladno                                                                  |
| 47. | Jaroslav Cejp      | 115  | 95 Sparta Prag, 20 SK Pardubice |
| 47. | Ján Štrausz        | 115  | 115 VSS Košice |
| 49. | Jan Melka          | 114  | 96 SK Prostějov, 18 Bohemians Prag |
| 50. | Ivan Hašek         | 112  | 63 Sparta Prag, 7 Racing Strasbourg, 30 Sanfrecce Hiroshima, 12 JEF United Ichihra                                                                |
| 51. | Jan Říha           | 111  | 111 Sparta Prag |
| 52. | Peter Herda        | 110  | 79 Slavia Prag, 27 RH Cheb, 1 Slovan Bratislava, 3 Sporting Club Charleroi                                                                        |
| 53. | Anton Moravčík     | 109  | 24 Iskra Žilina, 15 UDA Praha, 70 Slovan Bratislava                                                                                               |
| 53. | Petr Janečka       | 109  | 63 Zbrojovka Brno, 42 Bohemians Prag, 4 Racing Jet Brüssel                                                                                        |
| 55. | Ladislav Józsa     | 108  | 104 Lokomotíva Košice, 4 Jednota Trenčín |
| 55. | Pavel Černý        | 108  | 53 SK Hradec Králové, 30 Sparta Prag, 25 Sanfrecce Hiroshima                                                                                      |
| 55. | Lubomír Luhový     | 108  | 76 Inter Bratislava, 17 Spartak Trnava, 3 Dukla Banská Bystrica, 1 Artmedia Petržalka, 8 Urawa Red Diamonds, 3 Grazer AK                          |
| 58. | Jozef Obert        | 107  | 59 Slovan Bratislava, 15 Tatran Prešov, 14 RH Brünn, 4 ČH Bratislava, 15 Innsbruck                                                                |
| 59. | Vlastimil Preis    | 106  | 57 Sparta Prag, 21 Čechie Karlín, 28 ŠK Bratislava                                                                                                |
| 59. | Jiří Štajner       | 106  | 1 Švarc Benešov, 56 Slovan Liberec, 42 Hannover 96, 3 Sparta Prag, 4 FK Mladá Boleslav                                                            |
| 59. | Stanislav Vlček    | 106  | 6 Bohemians Prag, 2 SK České Budějovice, 42 Sigma Olomouc, 2 Dynamo Moskau, 44 Slavia Prag, 10 RSC Anderlecht                                     |
| 62. | Jiří Zmatlík       | 105  | 8 Viktoria Plzeň, 92 Sparta Prag, 5 Čechie Karlín                                                                                                 |
| 62. | Tibor Mičinec      | 105  | 53 Bohemians Prag, 27 DAC Dunajská Streda, 20 Omonia Nikosia 20, 5 Švarc Benešov                                                                  |
| 64. | Jan Nezmar         | 104  | 8 SFC Opava, 62 Slovan Liberec, 10 1. FC Slovácko, 24 MFK Ružomberok                                                                              |
| 64. | Jan Seidl          | 104  | 104 SK Kladno |
| 65. | Antonín Bradáč     | 103  | 97 Slavia Prag, 6 Viktoria Žižkov |
| 65. | Werner Lička       | 103  | 103 Baník Ostrava |
| 66. | Marián Masný       | 103  | 97 Slovan Bratislava, 6 ZTS Petržalka |
| 69. | František Svoboda  | 101  | 101 Slavia Prag |
| 70. | Ján Čapkovič       | 100  | 100 Slovan Bratislava |
| 70. | Jozef Levický      | 100  | 100 Inter Bratislava |
| 70. | Ferdinand Plánický | 100  | 100 Bohemians Prag |
| 70. | Stanislav Štrunc   | 100  | 35 Škoda Plzeň, 65 Dukla Prag |

## Anwärter
In dieser Liste sind noch aktive Erstliga-Spieler mit mindestens 90 Erstligatoren aufgeführt. Stand 3. März 2020.
- Milan Škoda, 98 Tore (Bohemians Prag 25, Slavia Prag 69, Çaykur Rizespor 4)